# Kenneth Gibson (Politiker, 1961)

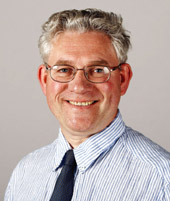
Kenneth Gibson

Kenneth Gibson (* 8. September 1961 in Paisley) ist ein schottischer Politiker und Mitglied der Scottish National Party (SNP).

## Leben
Gibson besuchte die Bellahouston Academy und anschließend die Universität Stirling, an der einen Bachelorabschluss in Wirtschaftslehre erwarb.
Er ist mit der früheren Abgeordneten Patricia Gibson verheiratet und lebt in Kilbirnie in seinem Wahlkreis.
Er ist Anhänger des Fußballvereins FC St. Mirren.

## Politischer Werdegang
Bei den Unterhauswahlen 1987 trat Gibson als Kandidat der SNP für den Wahlkreis Monkland East an, unterlag jedoch dem Labour-Kandidaten John Smith deutlich und erreichte nur die dritthöchste Stimmenanzahl noch nach dem Kandidaten der Conservative Party. Zwischen 1992 und 1999 war Gibson Stadtrat im Glasgow City Council im Wahlkreis Mosspark, im Süden der Stadt. Er war der erste Vertreter der SNP in Glasgow, der wiedergewählt wurde, und das mit der größten Mehrheit in Schottland – 78 %. 1999 wurde seine Mutter als Nachfolgerin in den Stadtrat gewählt. Bei den Schottischen Parlamentswahlen 1999 kandidierte Gibson für den Wahlkreis Glasgow Pollok, konnte sich jedoch nicht gegen Johann Lamont von der Labour Party durchsetzen. Auf Grund des Wahlergebnisses erhielt Gibson aber eines von vier Mandaten der Regionalwahlliste für die SNP in der Wahlregion Glasgow und zog in das neugeschaffene Schottische Parlament ein.
Bei den Parlamentswahlen 2003 trat Gibson abermals für Glasgow Pollok an, errang bei dieser Wahl aber nach Lamont und Tommy Sheridan von der Scottish Socialist Party nur den dritthöchsten Stimmenanteil. Da er auf der Regionalwahlliste der SNP nur den vierten Rang einnahm, verlor er sein Mandat. 2007 trat Gibson für den Wahlkreis Cunninghame North an und errang das Direktmandat mit nur 48 Stimmen Vorsprung vor dem Labour-Kandidaten Allan Wilson. Dieser knappe Wahlsieg trug schlussendlich dazu bei, dass die SNP die schottische Regierung unter First Minister Alex Salmond bilden konnte. Bei den Parlamentswahlen 2011 2016 und 2021 verteidigte Gibson sein Mandat. 2016 setzte er sich gegen den EU-Austritt des Vereinigten Königreichs ein, lehnte allerdings eine Wiederwahl des Referendums ab.
Gibson ist seit 2021 Vorsitzender des Finanzausschusses welcher unter seiner Leitung 2023 mit dem Powering Change Award ausgezeichnet wurde.
Nach dem Rücktritt Humza Yousafs im Frühling 2024 nominierte Gibson John Swinney zum First Minister (Schottland).